# 維爾德貝格山
47°04′05″N 09°42′03″E / 47.06806°N 9.70083°E

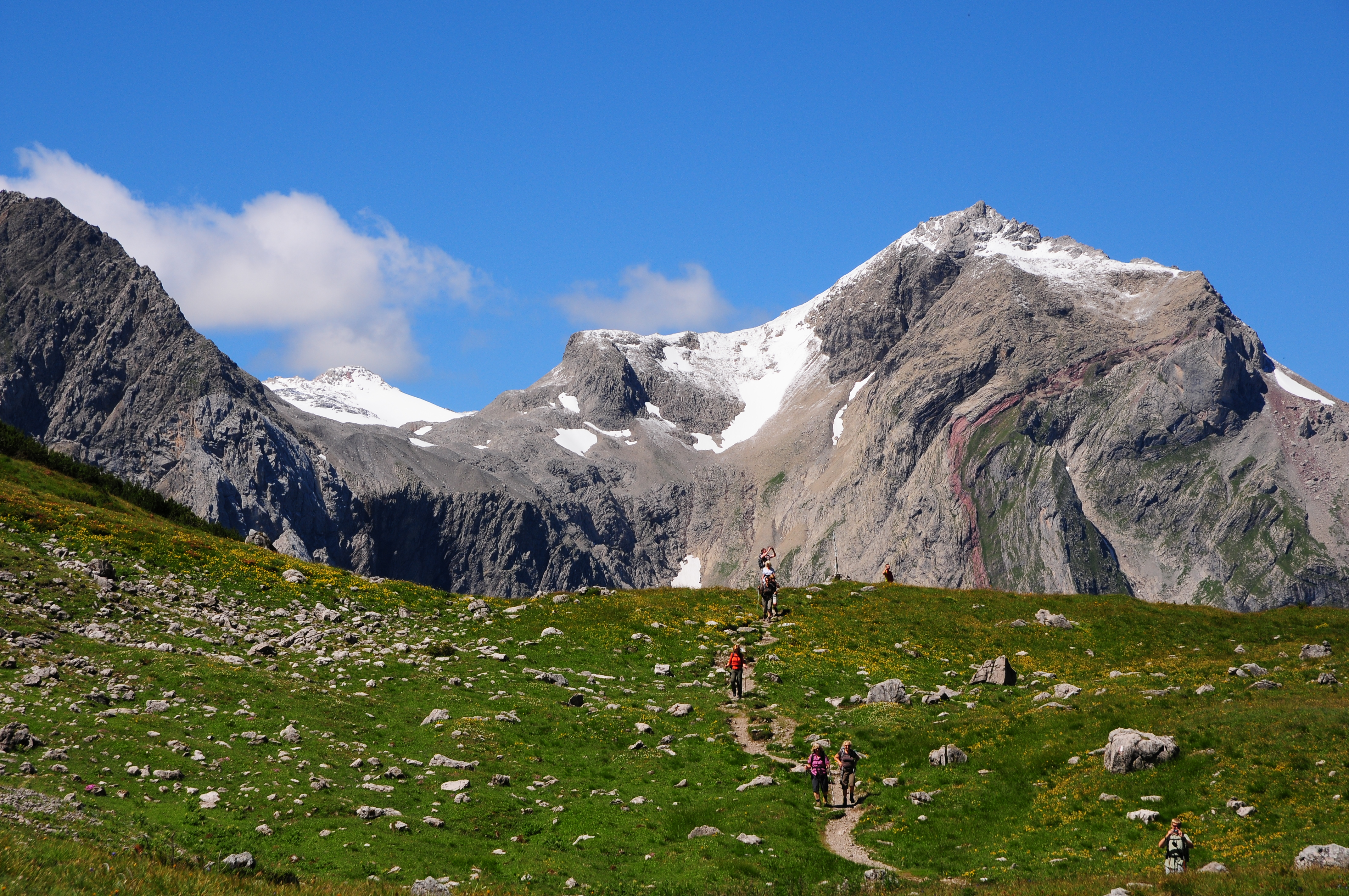

維爾德貝格山（德語：Wildberg），是奧地利的山峰，位於該國西部，由福拉爾貝格州負責管轄，屬於雷蒂孔山的一部分，海拔高度2,788米，人類首次在1886年登頂。